# Eligmodonta diluta
Eligmodonta diluta är en fjärilsart som beskrevs av Edward Alfred Cockayne 1951. Eligmodonta diluta ingår i släktet Eligmodonta och familjen tandspinnare. Inga underarter finns listade i Catalogue of Life.